# Кассань, Пьер
Пьер Кассань (фр. Pierre Cassagne; 1763—1833) — французский военный деятель, бригадный генерал (1800 год), барон (1812 год), участник революционных и наполеоновских войн.

## Биография
Начал военную службу 1 марта 1779 года простым солдатом в пехотном полку Артуа (с 1 января 1791 года - 48-й пехотный полк). С 1792 по 1797 год сражался в рядах Рейнской армии. В январе 1793 года был избран капитаном. 29 октября 1793 года произведён в командиры батальона, и возглавил 1-й батальон волонтёров департамента Коррез, который влился в состав 7-й полубригады лёгкой пехоты. 24 июня 1794 года получил звание полковника и возглавил данную полубригаду. 27 октября 1794 года получил пулевое ранение. 5 мая 1796 года стал командиром 3-й полубригады лёгкой пехоты, отличился 10 августа 1796 года в битве при Оберкамлахе, где Кассань энергично преследовал эмигрантов из арьергарда принца Конде и взял несколько пленных. Последний, занимавший плохую позицию на высотах Майндельхайма, вскоре почувствовал, что не может её удержать. Но прежде чем отступить, он решил под покровом ночи исправить только что пережитую неудачу. Следовательно, 13 августа, в час ночи, он энергично атаковал республиканцев, чьи аванпосты были сначала отброшены до леса за Каммлахом. Бой очень живой. Кассань и его полубригада, хотя и были подавлены численностью, яростно защищались, но, возможно, они в конце концов сдались бы, если бы 89-й полк линейной пехоты не пришёл им на помощь. С этого момента республиканцы возобновили наступление, и побеждённые эмигранты были вынуждены отступить, оставив на поле боя большое количество своих, среди которых было пятьдесят кавалеров ордена Святого Людовика и восемь старших офицеров дворян. С 1798 года служил в составе Итальянской армии. 21 апреля 1800 года дослужился до звания бригадного генерала, и в составе дивизии Монсе отличился в сражении при Поццоло и при переходе через Минчо. 2 апреля 1801 года переведён в 27-й военный округ. С 28 октября 1802 года принимал участие в подготовке экспедиции в качестве лейтенанта генерал-капитана Луизианы.
28 апреля 1804 года Кассань был зачислен в военный лагерь в Утрехте, и возглавил 1-ю бригаду 1-й пехотной дивизии Буде, принимал участие в Австрийской кампании 1805 года. В 1806 году из-за проблем со здоровьем оставил армию.
В первой половине 1807 года вернулся к службе. 1 января 1808 года был вызван в Париж. 9 сентября 1808 года был назначен в 12-й военный округ. 22 марта 1809 года стал комендантом острова Экс, где дал новые доказательства своего усердия, своей преданности и твёрдости при исполнении им своих функций. 22 февраля 1812 года стал командующим 4-го военного округа. 20 января 1814 года стал губернатором города и крепости Верден.
При первой Реставрации оставался с 1 сентября 1814 года без служебного назначения. Во время «Ста дней» присоединился к Императору и 12 июня 1815 года был назначен военным комендантом Филиппвиля. Как только он прибыл на свой пост, ему пришлось защищать его от атак союзных армий. Обложенный 22 июня город Филипвиль имел для своей обороны лишь отряд численностью около 1800 человек. Кассань сумел продержаться до 8 августа, когда сдал город врагам. После этого по требованию Бурбонов предстал перед советом под началом генерала Мезона, который рассмотрел поведение генерала при обороне и сдаче города. Совет единогласно одобрил действия Кассаня и объявил их безупречными. 4 сентября 1815 года был отправлен в отставку, и удалился к себе дом.
Умер 26 ноября 1833 года в Нанси в возрасте 70 лет.

## Воинские звания
- Капрал (1 сентября 1782 года);
- Сержант (16 августа 1784 года);
- Старший сержант (1 декабря 1789 года);
- Младший лейтенант (30 сентября 1791 года);
- Лейтенант (31 мая 1792 года);
- Капитан (январь 1793 года);
- Командир батальона (29 октября 1793 года);
- Полковник (24 июня 1794 года);
- Бригадный генерал (21 апреля 1800 года, утверждён в чине 26 октября 1800 года).

## Титулы

Герб барона

- Барон Кассань и Империи (фр. baron Cassagne et de l'Empire; декрет от 19 марта 1808 года, патент подтверждён 5 августа 1812 года)[1].

## Награды
Легионер ордена Почётного легиона (11 декабря 1803 года)
 Коммандан ордена Почётного легиона (14 июня 1804 года)
 Кавалер военного ордена Святого Людовика (1814 год)